# Ruxandra Donose
Ruxandra Donose (n. 2 septembrie 1964, București, România) este o mezzo-soprană română, interpretă a unor roluri precum cel al Charlottei din opera Werther de Jules Massenet, rolul titular din Carmen de Georges Bizet sau cel al Margueritei din La damnation de Faust de Hector Berlioz. Este preferata multor case de operă din lume pentru rolurile de mezzo-soprană în travesti, în roluri precum Cherubino din Nunta lui Figaro de W.A. Mozart, Sesto din La Clemenza di Tito și Idamante din Idomeneo.

## Carieră
Ruxandra Donose cântă cu mare succes, începând din anii 1990, la cele mai cunoscute opere ale lumii, cum ar fi Covent Garden din Londra, Metropolitan Opera din New York, sau la Staatsoper (Opera de stat) din Viena, fiind una dintre cele mai cunoscute mezzo-soprane române în lume.
Repertoriul ei arată o mare deschidere stilistică, de la opere baroce la creații contemporane. În 2008 a cântat în premiera mondială a operei The Fly de Howard Shore, la Theatre du Chatelet din Paris rolul feminin principal, Veronica.

## Premii și distincții
- Premiul de excelență (2011)
- Nominalizare la Premiul „Masca de Aur” (2016)[3]